# Triepeolus zacatecus
Triepeolus zacatecus är en biart som först beskrevs av Cresson 1878.  Triepeolus zacatecus ingår i släktet Triepeolus och familjen långtungebin. Inga underarter finns listade i Catalogue of Life.